# Michael Barth Kamphambe-Nkhoma

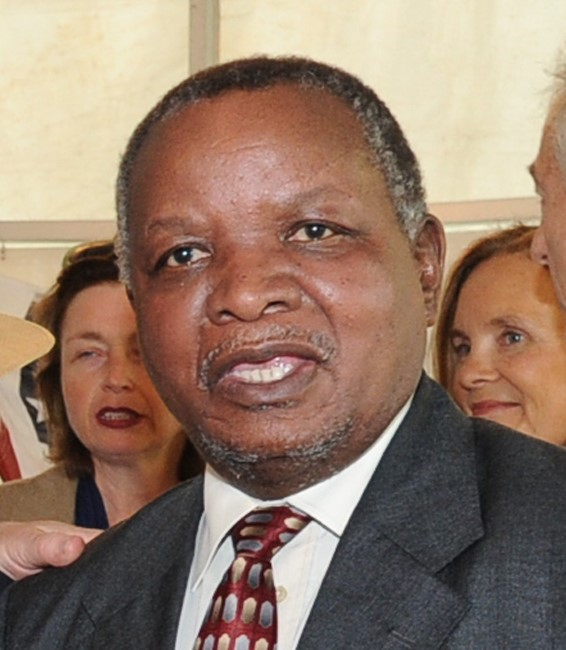
Michael Barth Kamphambe-Nkhoma (2016)

Michael Barth Kamphambe-Nkhoma (* 26. August 1947) ist ein malawischer Diplomat.

## Leben
Er schloss seine Schulausbildung 1967 mit einem Cambridge School Certificate ab und studierte bis 1971 Diplomatie am Institut für öffentliche Verwaltung an der Universität von Malawi. Von 1971 bis 1973 arbeitete er im Büro des Präsidenten und des Kabinetts. Es folgte bis 1981 eine Tätigkeit im malawischen Finanzministerium. 1981 wurde er Staatssekretär und arbeitete bis 1989 wieder im Büro des Präsidenten und des Kabinetts. 1989 war er für das National Audit Office tätig, bevor er 1992 wiederum zum Büro des Präsidenten und des Kabinetts zurückkehrte, wo er bis 2004 tätig war.
Von 2004 bis 2006 war er als malawischer Hochkommissar in Südafrika, Namibia, Botswana und Lesotho eingesetzt.
Am 10. November 2015 wurde er als malawischer Botschafter in Deutschland mit Sitz in der Malawischen Botschaft in Berlin akkreditiert. Dieses Amt hatte er bis Dezember 2021 inne. Am 19. Mai 2016 erfolgte eine Nebenakkreditierung auch beim Heiligen Stuhl, am 28. September 2016 in Polen, am 24. Oktober 2016 in Österreich am 3. Oktober 2017 in Russland, am 2. Mai 2018 in Tschechien und in der Slowakei.
Michael Barth Kamphambe-Nkhoma spricht Chichewa und Englisch.